# Mount Brew (Lillooet Ranges)
Mount Brew är ett berg i Kanada.   Det ligger i provinsen British Columbia, i den södra delen av landet, 3 400 km väster om huvudstaden Ottawa. Toppen på Mount Brew är 2 891 meter över havet.
Terrängen runt Mount Brew är huvudsakligen bergig, men den allra närmaste omgivningen är kuperad. Mount Brew är den högsta punkten i trakten. Trakten runt Mount Brew är nära nog obefolkad, med mindre än två invånare per kvadratkilometer.. Närmaste större samhälle är Lillooet, 11,5 km norr om Mount Brew.
Trakten runt Mount Brew består i huvudsak av gräsmarker.